# Corisella mercenaria
Corisella mercenaria är en insektsart som först beskrevs av Thomas Say 1832.  Corisella mercenaria ingår i släktet Corisella och familjen buksimmare. Inga underarter finns listade i Catalogue of Life.